# Pan (film)
Pour les articles homonymes, voir Pan (homonymie) et Peter Pan (homonymie).
Pour plus de détails, voir Fiche technique et Distribution.
Pan est un film fantastique américain réalisé par Joe Wright, sorti en 2015. Il est une adaptation libre de l’œuvre créée par J. M. Barrie au début du XXe siècle racontant l'histoire de Peter Pan.

## Synopsis
Dans une banlieue londonienne, une nuit de 1926, une jeune femme, incroyablement agile, saute par-dessus un portail de trois mètres de haut d'un seul bond et entre dans un orphelinat. Elle y dépose un nourrisson, emmitouflé chaudement dans un panier, où elle laisse un pendentif représentant une flûte de Pan en argent, et une enveloppe à son nom : « Peter ». Bien que cet abandon lui brise le cœur, la mère s'enfuit sans se retourner.
Peter Pan grandit dans cet orphelinat sous la férule de sœurs brutales qui mènent l'institut d'une main de fer. Durant la Seconde Guerre mondiale, à force de désobéissance, d'incartades, de punitions, de dissimulations, Peter et son camarade Nibs volent de la nourriture dans la cachette de la « sœur en chef ». Peter tombe sur la lettre de sa mère dont il ne soupçonnait pas l'existence, et s'empresse de l'ouvrir. Comme il ne sait pas très bien lire, son camarade lui apprend que sa mère existe bel et bien et qu'elle reviendra le chercher.
Soudain des pirates, dans un navire corsaire volant commandé par le terrible Barbe Noire, abordent le toit de l'orphelinat. Avec la complicité des sœurs — qui vendent les orphelins afin d'améliorer l'ordinaire —, ils enlèvent les enfants durant leur « sommeil » pour les emmener au Pays Imaginaire.
La vie n'y est pas aussi merveilleuse qu'elle semble le promettre : Barbe Noire exploite tous les nouveaux arrivants, jeunes ou vieux, comme esclaves, les condamnant à extraire un minerai magique, le « pixom », qui appartient aux fées et qui donne l'éternité à ceux qui le consomment.
Peter réussira à s'échapper et partira à la recherche des fées, espérant qu'elles l'aident à retrouver sa mère, qui en est la reine.

## Fiche technique
- Titre original : Pan
- Réalisation : Joe Wright
- Scénario : Jason Fuchs, d'après l'œuvre de J. M. Barrie
- Direction artistique : Aline Bonetto
- Décors : Mark Scruton
- Costumes : Jacqueline Durran
- Montage : Paul Tothill
- Musique : John Powell
- Photographie : John Mathieson et Seamus McGarvey
- Production : Greg Berlanti, Sarah Schechter et Paul Webster
- Sociétés de production : Warner Bros., Berlanti Productions, RatPac-Dune Entertainment et Moving Picture Company
- Société(s) de distribution : Warner Bros.
- Pays d’origine : États-Unis
- Langue originale : anglais
- Format : couleur - 2,35:1 - son Dolby numérique
- Genre : fantastique
- Budget : 150 000 000 $
- Durée : 111 minutes
- Dates de sortie[1] :
  - États-Unis, Canada : 9 octobre 2015
  - France, Belgique : 21 octobre 2015

## Distribution
- Levi Miller (VF : Jean-Stan DuPac[2] ; VQ : Clifford Leduc-Vaillancourt[3]) : Peter Pan
- Hugh Jackman (VF : Xavier Fagnon ; VQ : Gilbert Lachance) : Barbe Noire
- Garrett Hedlund (VF : Marc Arnaud ; VQ : Philippe Martin) : James Crochet (James Hook en version originale)
- Rooney Mara (VF : Jessica Monceau ; VQ : Stéfanie Dolan) : Lily la tigresse
- Adeel Akhtar (VF : Benjamin Boyer ; VQ : François Caffiaux) : Sam Smiegel dit « Monsieur Mouche » (Smee en version originale)
- Nonso Anozie (VF : Namakan Koné ; VQ : Fayolle Jean Jr.) : Capitaine Bishop
- Amanda Seyfried (VF : Marie-Eugénie Maréchal ; VQ : Catherine Bonneau) : Mary
- Kathy Burke (VF : Josiane Pinson ; VQ : Annick Bergeron) : Mère Barnabas
- Lewis MacDougall (VF : Octave Jagora) : Zigue (Nibs en VO)
- Cara Delevingne (VF : Élisabeth Ventura ; VQ : Rachelle Lefèvre) : les sirènes jumelles
- Na Tae-joo : Kwahu
- Bronson Webb : Steps
- Paul Kaye : Mutti Voosht
- Jack Charles (VF : Christia Desmet) : le grand chef Petite Panthère
- Brian Bovell : Long John Standing
- Kurt Egyiawan : Murray
- Emerald Fennell : Commandant
- Jack Lowden : Dobkin
- Jimmy Vee (VF : Thierry Garet) : Lofty

## Production

### Genèse et développement
Le script de Pan est présent sur la Black List de 2013, qui recense les scénarios de film sans studio. En décembre 2013, Warner Bros. déclare avoir acheté le script et annonce une sortie pour le 26 juin 2015, avec Joe Wright comme réalisateur. Un mois plus tard, Warner Bros. fixe la date de sortie au 17 juillet 2015, prenant le créneau laissé vacant à la suite du report de Batman v Superman : L'Aube de la justice.

### Attribution des rôles
En janvier 2014, Garrett Hedlund rejoint la distribution dans la peau du capitaine Crochet.
Lorsque Rooney Mara est choisie pour incarner Lily la tigresse, cela engendre une controverse en raison du choix d'une actrice caucasienne alors que le personnage est traditionnellement dépeint comme une Nord-Amérindienne . Le studio n'a pas cherché à “caster” une actrice amérindienne, car Lupita Nyong'o et Adèle Exarchopoulos ont été également envisagées,. Warner Bros. tente de se défendre en expliquant qu'ils ont voulu créer un casting international et un monde multi-racial. Une pétition est même lancée pour que la Warner engage des acteurs de couleur.

### Tournage
Le tournage a lieu en Angleterre, notamment dans les Studios Leavesden, dans la Stowe School de Buckingham, à Bedford et à Londres (South Kensington, West Kensington).

### Musique et chanson
Lorsque Peter rencontre pour la première fois le Capitaine, ce dernier chante, en chœur avec les pirates et les enfants perdus, la chanson Smells Like Teen Spirit.